# 多涅维尔
多涅维尔（法語：Dogneville，法語發音：[dɔɲvil] ⓘ）是法国大東部大區孚日省的一个市镇，位于省会埃皮纳勒市区以北，摩泽尔河右岸，属于埃皮纳区和埃皮纳勒城市圈公共社区。

## 地理
多涅维尔（48°13'24"N, 6°27'27"E）面积11.42 平方千米，位于法国大東部大區孚日省，该省份为法国东北部内陆省份，北起默兹省和默尔特-摩泽尔省，西接上马恩省，南至上索恩省和贝尔福地区省，东临上莱茵省和下莱茵省。
与多涅维尔接壤的市镇（或旧市镇、城区）包括：热塞、隆尚、沙沃洛、迪尼翁维尔、埃皮纳勒、戈尔贝、塔翁莱孚日。

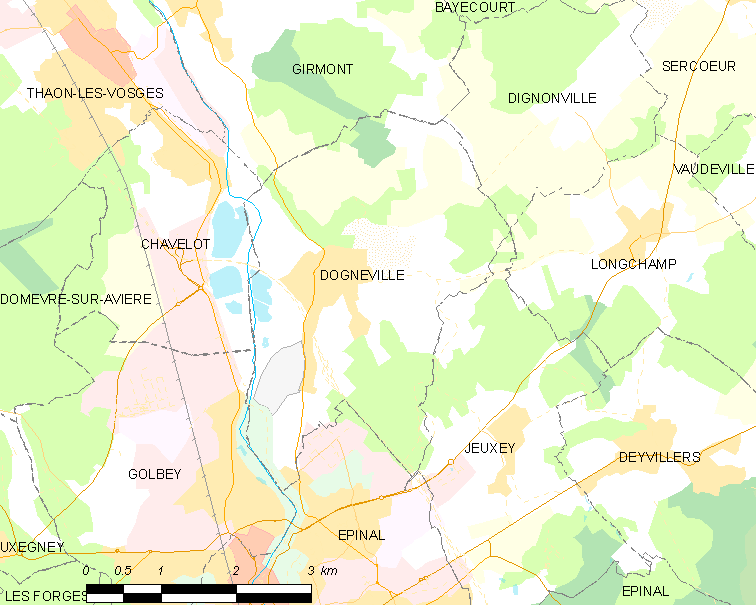
多涅维尔的OSM定位图

多涅维尔的时区为UTC+01:00、UTC+02:00（夏令时）。

## 行政
多涅维尔的邮政编码为88000，INSEE市镇编码为88136。

## 政治
多涅维尔所属的省级选区为埃皮纳勒第二县。

## 人口

1962-2008年间多涅维尔人口变化图示

多涅维尔于2022年1月1日时的人口数量为1511人。